# Chéronnac
Chéronnac (Charennac en occitan) est une commune française située dans le département de la Haute-Vienne, en région Nouvelle-Aquitaine.
Elle est intégrée au parc naturel régional Périgord-Limousin.

## Géographie

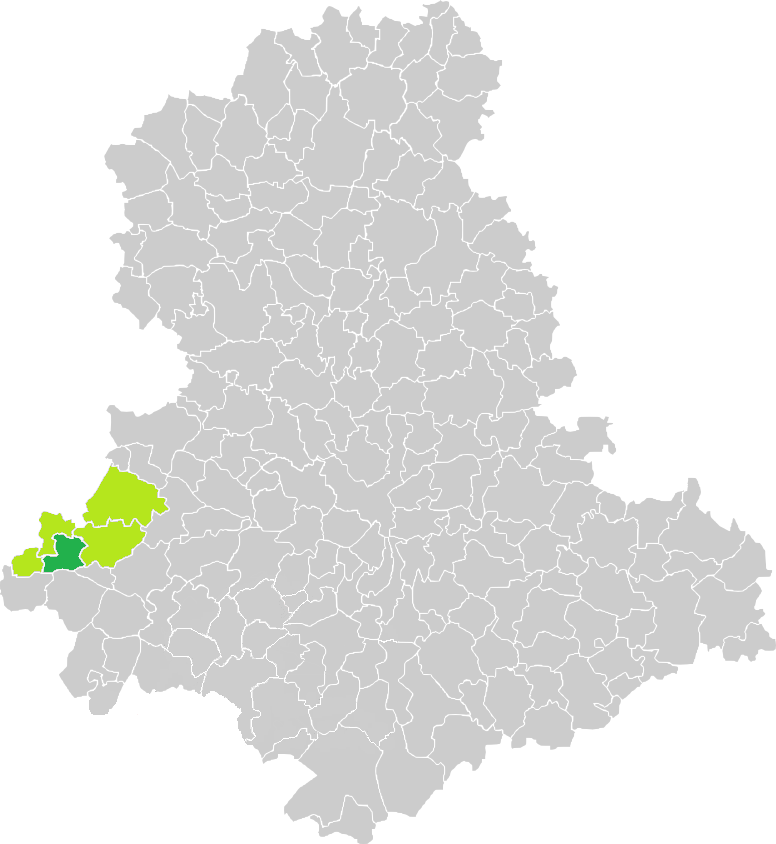
Situation de la commune de Chéronnac en Haute-Vienne.

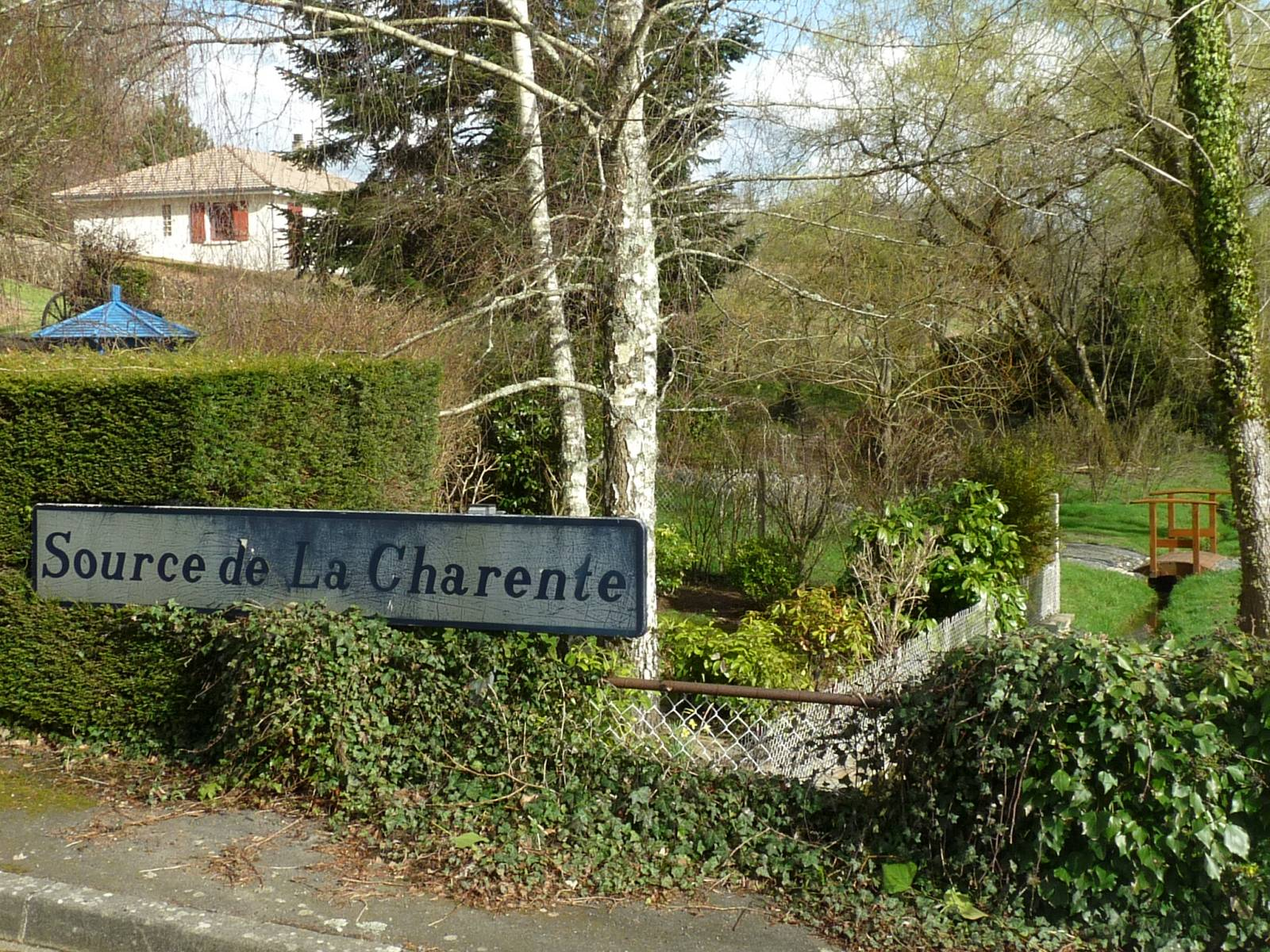
Source de la Charente.

C'est dans cette localité que le fleuve Charente prend sa source, dans l'emprise du cratère de la météorite de Rochechouart.

### Communes limitrophes
Les communes limitrophes sont  Les Salles-Lavauguyon, Maisonnais-sur-Tardoire, Saint-Bazile, Saint-Mathieu, Vayres et Videix.
|                         | Videix        |              |
| Les Salles-Lavauguyon   | Chéronnac     | Vayres       |
| Maisonnais-sur-Tardoire | Saint-Mathieu | Saint-Bazile |

### Climat
Le climat qui caractérise la commune est qualifié, en 2010, de « climat océanique altéré », selon la typologie des climats de la France qui compte alors huit grands types de climats en métropole. En 2020, la commune ressort du même type de climat dans la classification établie par Météo-France, qui ne compte désormais, en première approche, que cinq grands types de climats en métropole. Il s’agit d’une zone de transition entre le climat océanique, le climat de montagne et le climat semi-continental. Les écarts de température entre hiver et été augmentent avec l'éloignement de la mer. La pluviométrie est plus faible qu'en bord de mer, sauf aux abords des reliefs.
Les paramètres climatiques qui ont permis d’établir la typologie de 2010 comportent six variables pour les températures et huit pour les précipitations, dont les valeurs correspondent à la normale 1971-2000. Les sept principales variables caractérisant la commune sont présentées dans l'encadré ci-après.
| Paramètres climatiques communaux sur la période 1971-2000 - Moyenne annuelle de température : 11,7 °C - Nombre de jours avec une température inférieure à −5 °C : 2,3 j - Nombre de jours avec une température supérieure à 30 °C : 4 j - Amplitude thermique annuelle : 14,4 °C - Cumuls annuels de précipitation : 1 075 mm - Nombre de jours de précipitation en janvier : 13 j - Nombre de jours de précipitation en juillet : 7,8 j |

Avec le changement climatique, ces variables ont évolué. Une étude réalisée en 2014 par la Direction générale de l'Énergie et du Climat complétée par des études régionales prévoit en effet que la  température moyenne devrait croître et la pluviométrie moyenne baisser, avec toutefois de fortes variations régionales. La station météorologique de Météo-France installée sur la commune et mise en service en 1995 permet de connaître en continu l'évolution des indicateurs météorologiques. Le tableau détaillé pour la période 1981-2010 est présenté ci-après.
| Mois                                  | jan.           | fév.          | mars           | avril         | mai           | juin          | jui.          | août          | sep.          | oct.          | nov.          | déc.          | année     |
| ------------------------------------- | -------------- | ------------- | -------------- | ------------- | ------------- | ------------- | ------------- | ------------- | ------------- | ------------- | ------------- | ------------- | --------- |
| Température minimale moyenne (°C)     | 1,9            | 1,8           | 3,7            | 5,7           | 9,2           | 12,2          | 13,5          | 13,5          | 10,4          | 8,9           | 4,1           | 1,7           | 7,2       |
| Température moyenne (°C)              | 5,2            | 5,9           | 8,7            | 11,1          | 14,7          | 18,1          | 19,5          | 19,7          | 16,3          | 13,5          | 7,8           | 5,1           | 12,2      |
| Température maximale moyenne (°C)     | 8,5            | 10            | 13,8           | 16,5          | 20,2          | 24,1          | 25,5          | 25,8          | 22,2          | 18,1          | 11,4          | 8,5           | 17,1      |
| Record de froid (°C) date du record   | −10,4 08.01.09 | −15 12.02.12  | −12,1 01.03.05 | −4,2 04.04.96 | −0,7 06.05.19 | 3,5 01.06.11  | 6,6 15.07.16  | 5 31.08.95    | 1,5 25.09.02  | −4,2 29.10.97 | −9,3 22.11.98 | −12 29.12.96  | −15 2012  |
| Record de chaleur (°C) date du record | 18,2 01.01.22  | 24,5 15.02.98 | 26,2 20.03.05  | 30,4 30.04.05 | 32,2 30.05.01 | 37,9 27.06.11 | 37,8 23.07.19 | 39,5 07.08.03 | 34,5 12.09.16 | 30 02.10.11   | 24,1 08.11.15 | 18,6 19.12.15 | 39,5 2003 |
| Précipitations (mm)                   | 106,2          | 83,9          | 85,9           | 103,6         | 86,7          | 77,3          | 72,3          | 79,3          | 80,1          | 97,1          | 122,1         | 112,8         | 1 107,3   |

## Urbanisme

### Typologie
Au 1er janvier 2024, Chéronnac est catégorisée commune rurale à habitat très dispersé, selon la nouvelle grille communale de densité à sept niveaux définie par l'Insee en 2022.
Elle est située hors unité urbaine et hors attraction des villes,.

### Occupation des sols
L'occupation des sols de la commune, telle qu'elle ressort de la base de données européenne d’occupation biophysique des sols Corine Land Cover (CLC), est marquée par l'importance des territoires agricoles (72,6 % en 2018), en augmentation par rapport à 1990 (71,1 %). La répartition détaillée en 2018 est la suivante : zones agricoles hétérogènes (38,7 %), prairies (28,4 %), forêts (27,4 %), terres arables (5,6 %). L'évolution de l'occupation des sols de la commune et de ses infrastructures peut être observée sur les différentes représentations cartographiques du territoire : la carte de Cassini (XVIIIe siècle), la carte d'état-major (1820-1866) et les cartes ou photos aériennes de l'IGN pour la période actuelle (1950 à aujourd'hui).

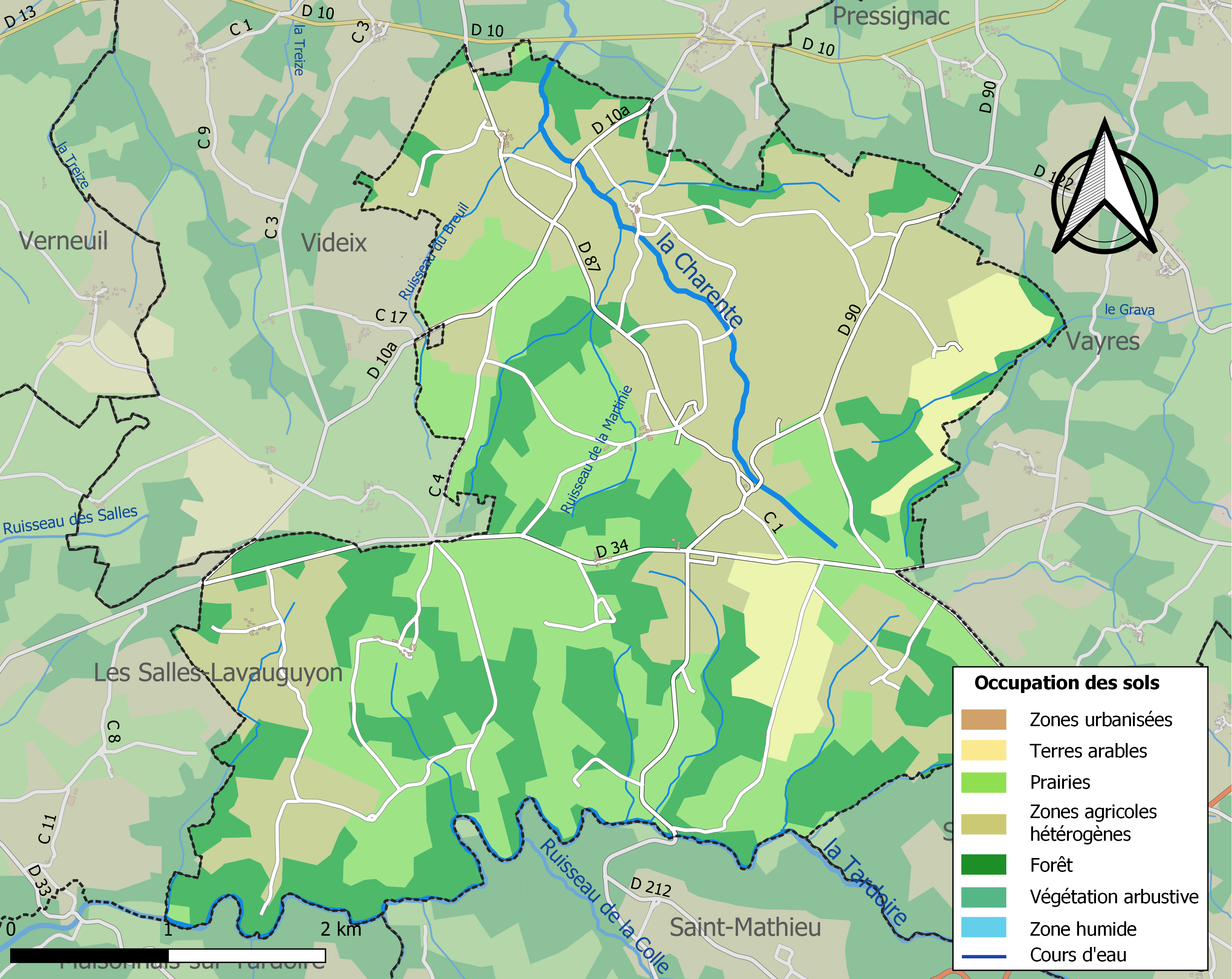
Carte des infrastructures et de l'occupation des sols de la commune en 2018 (CLC).

### Risques majeurs
Le territoire de la commune de Chéronnac est vulnérable à différents aléas naturels : météorologiques (tempête, orage, neige, grand froid, canicule ou sécheresse) et séisme (sismicité faible). Il est également exposé à un risque particulier : le risque de radon. Un site publié par le BRGM permet d'évaluer simplement et rapidement les risques d'un bien localisé soit par son adresse soit par le numéro de sa parcelle.

#### Risques naturels

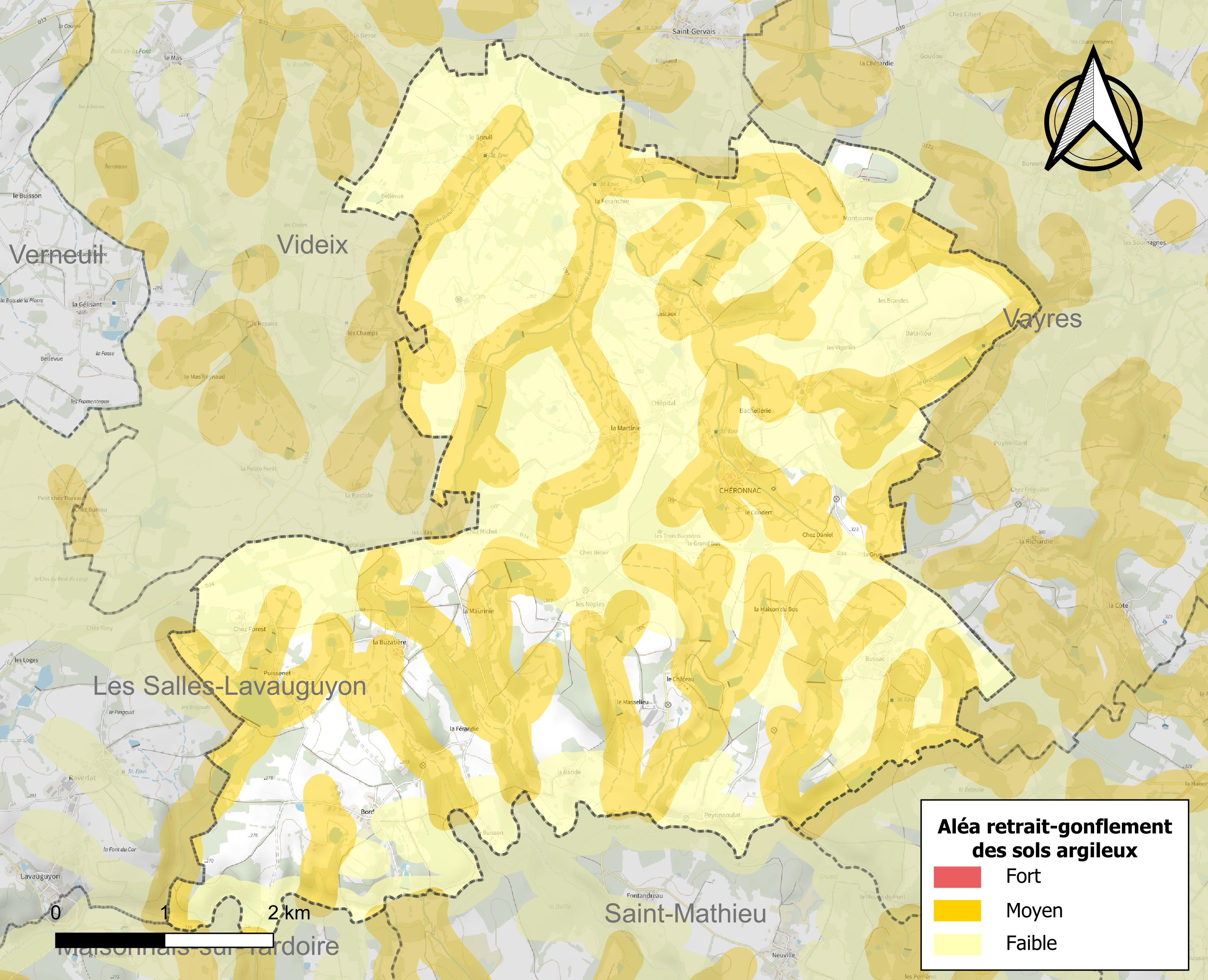
Carte des zones d'aléa retrait-gonflement des sols argileux de Chéronnac.

Le retrait-gonflement des sols argileux est susceptible d'engendrer des dommages importants aux bâtiments en cas d’alternance de périodes de sécheresse et de pluie. 49,3 % de la superficie communale est en aléa moyen ou fort (27 % au niveau départemental et 48,5 % au niveau national métropolitain). Depuis le 1er octobre 2020, en application de la loi ÉLAN, différentes contraintes s'imposent aux vendeurs, maîtres d'ouvrages ou constructeurs de biens situés dans une zone classée en aléa moyen ou fort,.
La commune a été reconnue en état de catastrophe naturelle au titre des dommages causés par les inondations et coulées de boue survenues en 1982 et 1999 et par des mouvements de terrain en 1999.

#### Risque particulier
Dans plusieurs parties du territoire national, le radon, accumulé dans certains logements ou autres locaux, peut constituer une source significative d'exposition de la population aux rayonnements ionisants. Selon la classification de 2018, la commune de Chéronnac est classée en zone 3, à savoir zone à potentiel radon significatif.

## Histoire
La commune comprend des sites tels que : Les Batailles, Le Panthéon qui laissent supposer un lieu de rencontres militaires belliqueuses.

### Les Hospitaliers
Le lieu-dit l'Hôpital est une ancienne commanderie de l'ordre de Saint-Jean de Jérusalem réunie avec celles de Milhaguet et de Reilhac avant d'être intégrée aux possessions de la commanderie de Bourganeuf lorsque celle-ci est devenue le chef-lieu du grand prieuré d'Auvergne.

## Blasonnement
|  | Les armoiries de Chéronnac se blasonnent ainsi : D'azur au chevron d'argent accompagné de trois roses des jardins du même. |

## Politique et administration

### Liste des maires

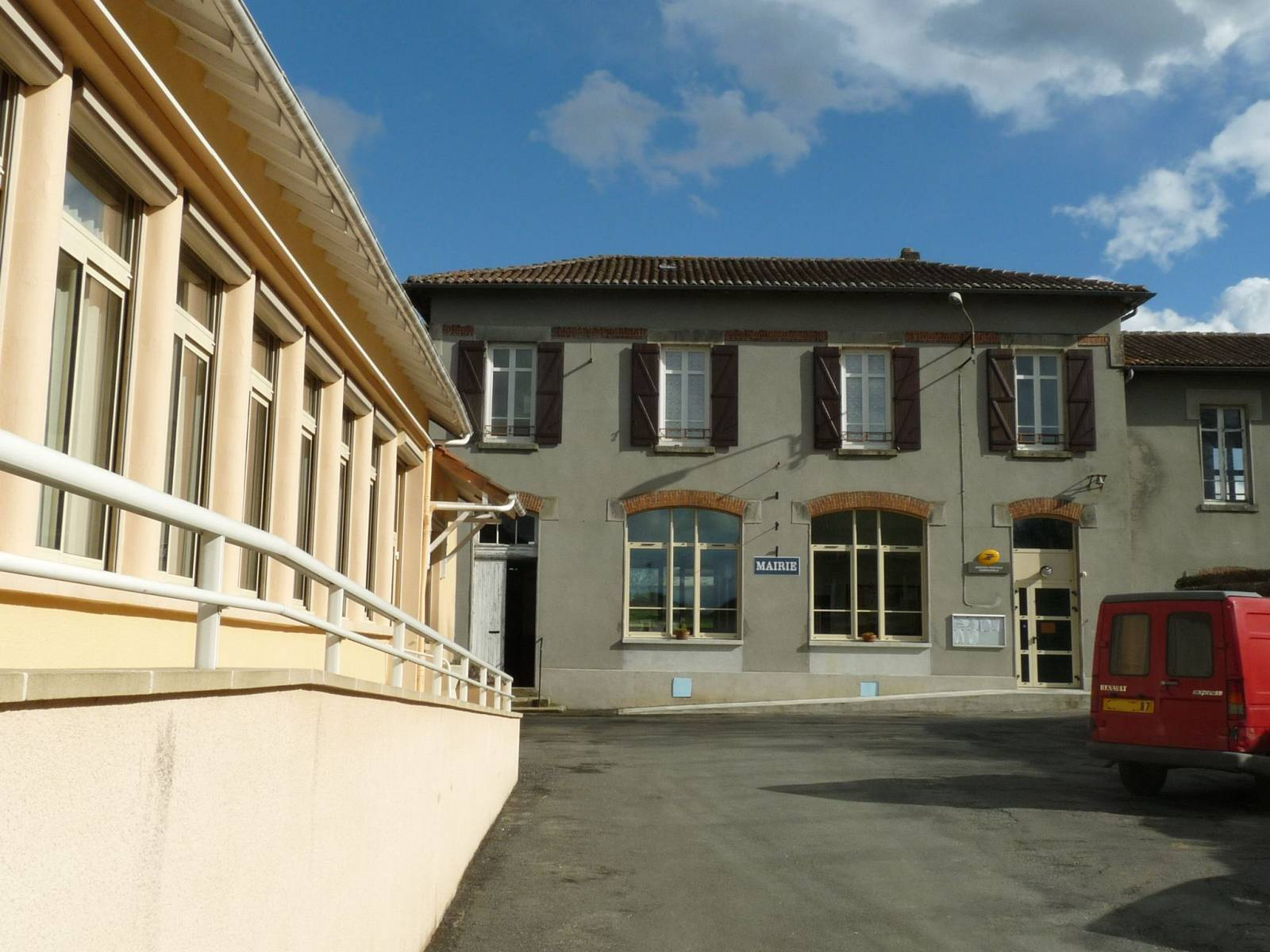
La mairie et l'école.

| Période                                  | Période  | Identité          | Étiquette | Qualité  |
| ---------------------------------------- | -------- | ----------------- | --------- | -------- |
| Les données manquantes sont à compléter. |          |                   |           |          |
| mars 2001                                | En cours | Raymond Vouzelaud | PCF       | Retraité |

## Démographie
L'évolution du nombre d'habitants est connue à travers les recensements de la population effectués dans la commune depuis 1793. Pour les communes de moins de 10 000 habitants, une enquête de recensement portant sur toute la population est réalisée tous les cinq ans, les populations de référence des années intermédiaires étant quant à elles estimées par interpolation ou extrapolation. Pour la commune, le premier recensement exhaustif entrant dans le cadre du nouveau dispositif a été réalisé en 2005.

En 2022, la commune comptait 315 habitants, en évolution de −6,25 % par rapport à 2016 (Haute-Vienne : −0,68 %, France hors Mayotte : +2,11 %).
| 1793 | 1800 | 1806  | 1821  | 1831  | 1836  | 1841  | 1846 | 1851  |
| ---- | ---- | ----- | ----- | ----- | ----- | ----- | ---- | ----- |
| 949  | 963  | 1 022 | 1 032 | 1 047 | 1 065 | 1 003 | 985  | 1 109 |

| 1856  | 1861  | 1866  | 1872  | 1876  | 1881  | 1886  | 1891  | 1896  |
| ----- | ----- | ----- | ----- | ----- | ----- | ----- | ----- | ----- |
| 1 093 | 1 009 | 1 046 | 1 022 | 1 053 | 1 020 | 1 050 | 1 098 | 1 042 |

| 1901  | 1906  | 1911  | 1921 | 1926 | 1931 | 1936 | 1946 | 1954 |
| ----- | ----- | ----- | ---- | ---- | ---- | ---- | ---- | ---- |
| 1 075 | 1 065 | 1 031 | 894  | 853  | 797  | 776  | 719  | 643  |

| 1962 | 1968 | 1975 | 1982 | 1990 | 1999 | 2005 | 2006 | 2010 |
| ---- | ---- | ---- | ---- | ---- | ---- | ---- | ---- | ---- |
| 632  | 611  | 463  | 371  | 338  | 308  | 305  | 300  | 325  |

| 2015 | 2020 | 2022 | - | - | - | - | - | - |
| ---- | ---- | ---- | - | - | - | - | - | - |
| 337  | 317  | 315  | - | - | - | - | - | - |

## Culture locale et patrimoine

### Lieux et monuments
- Église de la Transfiguration-de-Notre-Seigneur de Chéronnac.

L'église est construite à l'emplacement d'une chapelle, elle-même bâtie sur une motte castrale. L'église fut quant à elle fortifiée jusqu'à la Fronde et il ne subsiste plus que les souterrains creusés dans le tuf. La nef a été édifiée au XIe siècle, le portail et son verrou ajoutés au XIIe siècle. Le chœur, avec ses nervures retombant sur les colonnes engagées sans chapiteau, présente une architecture typique de la guerre de Cent Ans. Les deux chapelles latérales datent du XVIIIe siècle.
- Château de Chéronnac, bâtie dans la seconde moitié du XVIe siècle, avec des couleuvrinières à triple ébrasements à ressauts[27].
- Château de Mirabeau à 2 kilomètres. Restes d'une enceinte carrée avec une tour ruinée du XVe siècle[28].

#### Patrimoine naturel
- La réserve naturelle nationale de l'astroblème de Rochechouart-Chassenon, un ensemble de douze sites répartis sur les communes de Chéronnac, Rochechouart et Videix en Haute-Vienne et en Charente Chassenon et Pressignac[29].
- Le site de Peyrassoulat, près du hameau du même nom, au bord de la Tardoire est classé zone naturelle d'intérêt écologique, faunistique et floristique. Il est intégré dans la ZNIEFF Vallée de la Tardoire (du moulin de Cros à Peyrassoulat)[30]. À cet endroit se trouvait autrefois une forge. Il y a plusieurs arbres centenaires.
- La source de la Charente, dont l'un des sites est aménagé dans le bourg.

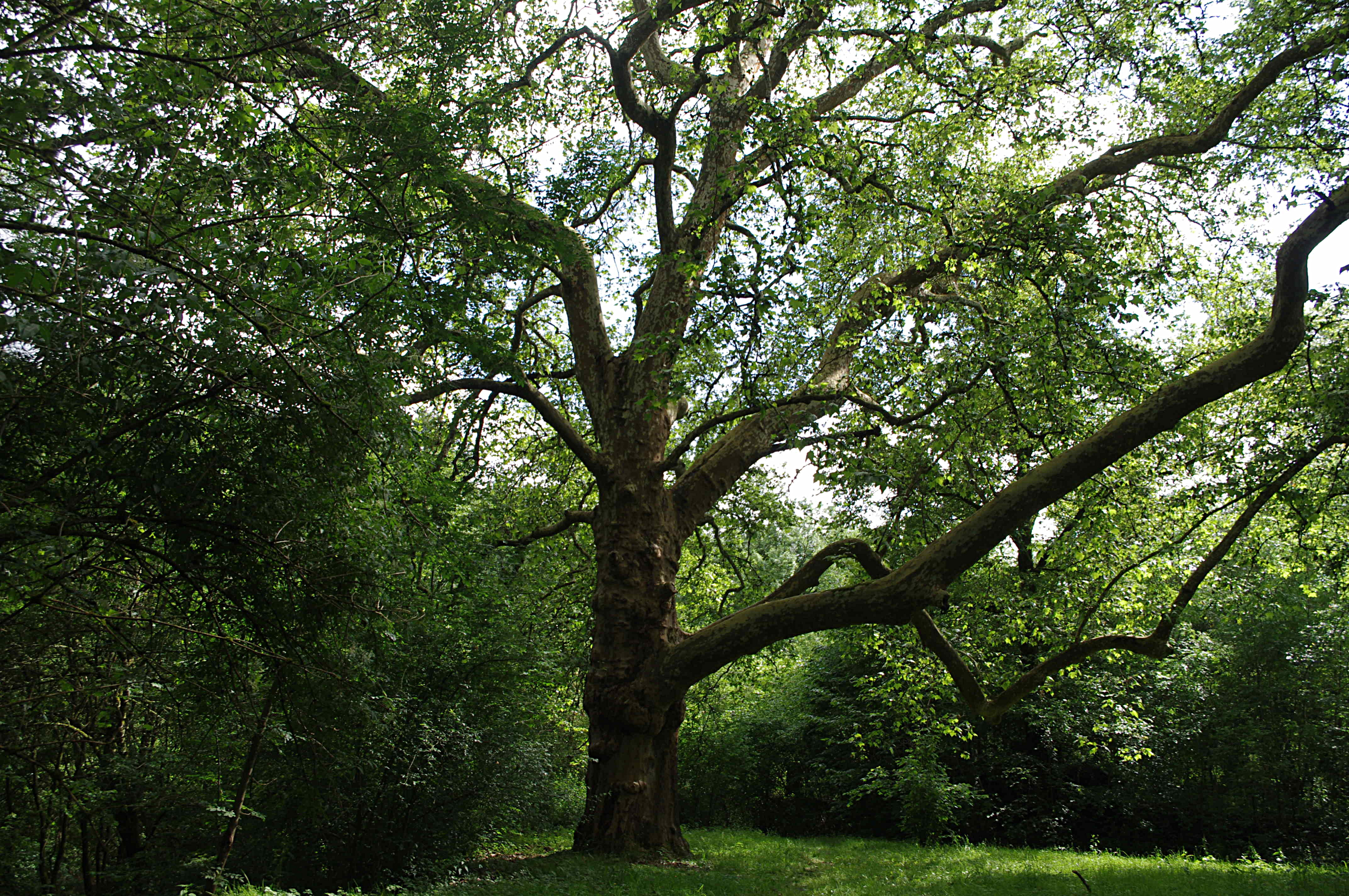
Platane d'au moins 200 ans.
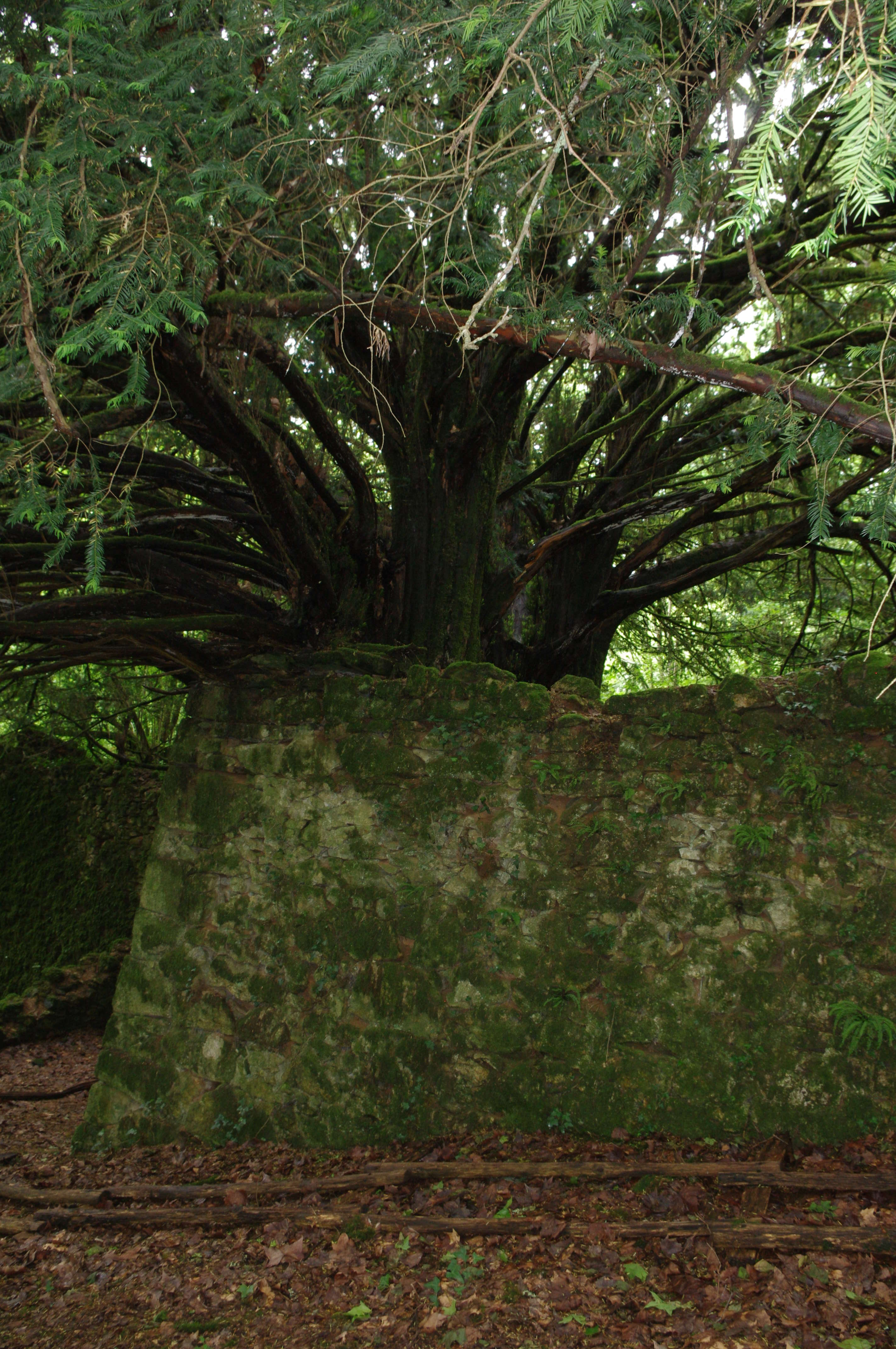
If sur les vestiges d'un mur.
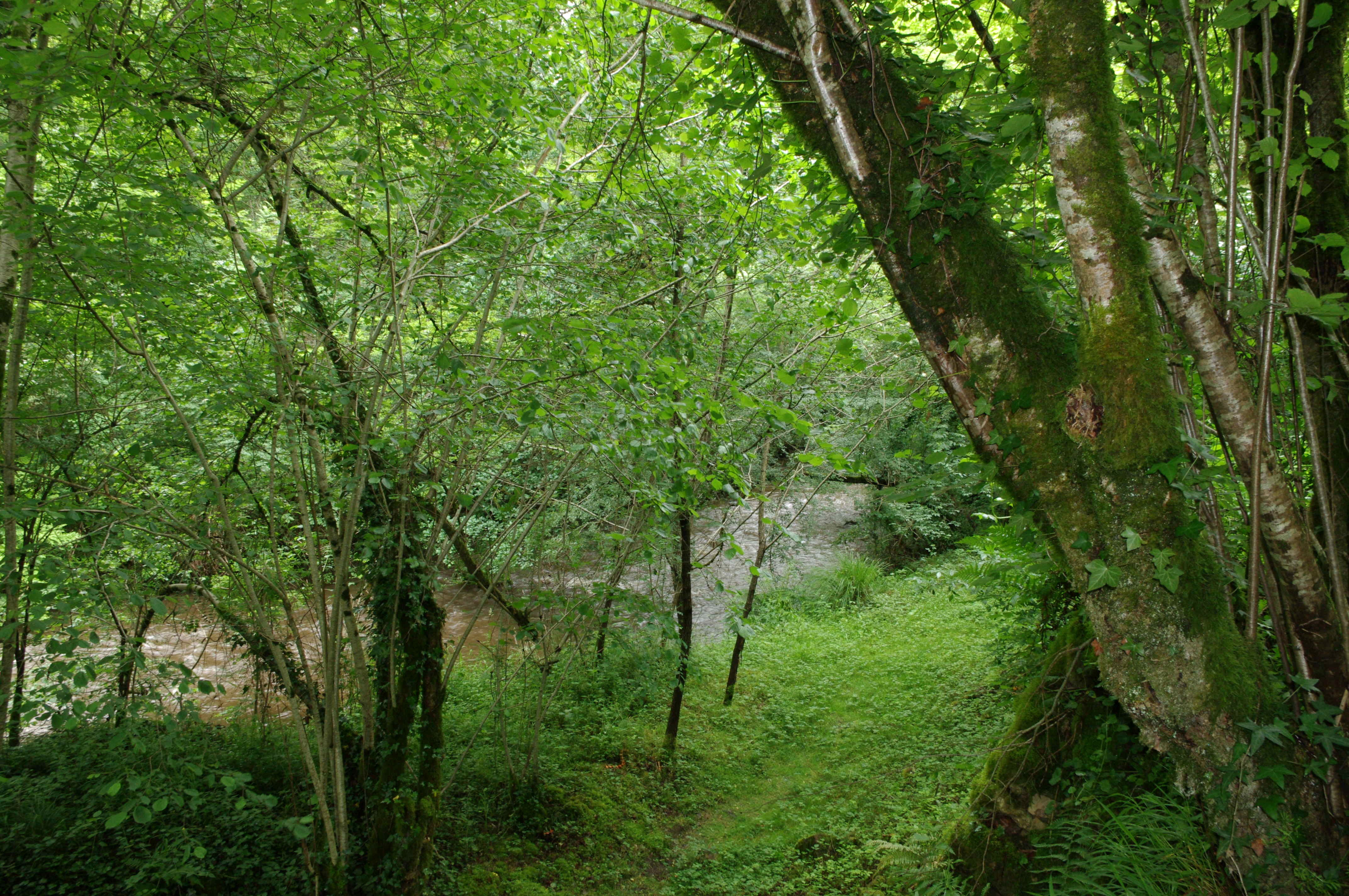
La Tardoire depuis les vestiges de la forge.

### Personnalités liées à la commune
- Lily Fayol y a résidé et tenu un restaurant[31].